# إدي ثورنتون
إدي ثورنتون (بالإنجليزية: Eddie Thornton)‏ هو بواق جامايكي، ولد في 1932 في سبانيش تاون في جامايكا.

## وصلات خارجية
- إدي ثورنتون على موقع ميوزك برينز (الإنجليزية)
- إدي ثورنتون على موقع ديسكوغز (الإنجليزية)